# Sandra Perković Elkasević
Pour les articles homonymes, voir Perković.
Sandra Perković Elkasević (née le 21 juin 1990 à Zagreb) est une athlète croate spécialiste du lancer du disque, et femme politique.
Meilleure athlète mondiale du circuit des années 2010, elle est double championne olympique de la discipline en 2012 à Londres et en 2016 à Rio de Janeiro et double championne du monde en 2013 à Moscou et 2017 à Londres.
Elle est également septuple championne d'Europe, qui plus est consécutivement, grâce à ses succès en 2010 à Barcelone, 2012 à Helsinki, 2014 à Zurich, 2016 à Amsterdam, 2018 à Berlin, 2022 à Munich et en 2024 à Rome. Elle est la première athlète, toutes disciplines confondues, à réaliser un tel exploit.
16e meilleure performeuse de l'histoire avec 71,41 m, elle remporte six fois, entre 2012 et 2017, la Ligue de diamant, et s'impose dans 46 meetings du circuit depuis sa création en 2010, un record.

## Biographie

### Enfance et débuts en athlétisme
Sandra Perković naît à Zagreb le 21 juin 1990, de Damir et Vesna Perković. Ses parents divorcent lorsqu'elle a 5 ans, et Sandra décide de vivre avec sa mère et son frère chez leur grand-mère à Dubrava. À l'âge de 3 ans, elle se blesse sévèrement à la main et doit subir une opération de 7 heures 30 pour la sauver.
Elle commence l'athlétisme à l'âge de 7 ans, à l'école primaire, et pratique également du volley-ball et du basket-ball. En 2001, elle rejoint le club d'athlétisme Dinamo-Zrinjevac, auquel elle est toujours affiliée aujourd'hui. Se destinant au lancer du poids et au lancer du disque, elle est détectée en 2004 par l'ancien lanceur croate Ivan Ivančić, double médaillé de bronze aux championnats d'Europe en salle, qui commence une collaboration lors de l'hiver 2005. Comme son coach l'avait prédit, elle porte dès la première année son record personnel au disque de 32 à 50 mètres.
Ses premiers succès remontent à 2006, où la jeune athlète de 16 ans est déjà sélectionnée pour les championnats du monde juniors de Pékin, compétition regroupant les meilleurs athlètes mondiaux de moins de 20 ans. Elle ne passe pas le cap des qualifications, mais cet « échec » la motive encore plus. L'année suivante, Perković remporte trois médailles d'argent aux trois principales compétitions jeunes : les championnats du monde d'athlétisme cadets d'Ostrava, mondiaux de moins de 18 ans, avec 51,25 m, le Festival olympique de la jeunesse européenne de Belgrade avec 49,70 m et les championnats d'Europe juniors d'Hengelo où elle porte le record national junior à 55,42 m.
En 2008, elle porte son record à 55,89 m, cinquième performance mondiale de l'année chez les juniors, et remporte la médaille de bronze des championnats du monde juniors de Bydgoszcz avec 54,24 m, derrière la Chinoise Shangxue Xi (54,96 m) et l'Allemande Julia Fischer (54,69 m).
Lors du Noël 2008, Perković  tombe gravement malade : ayant des douleurs abdominales, elle est diagnostiquée de virus intestinaux mais cela se révélera être l'appendicite, qui éclate et provoque une septicémie quasi fatale nécessitant deux opérations chirurgicales d'urgence. Seuls 10% des patients survivent à cette opération, mais sa corpulence de lanceuse lui permet d'endurer les séquelles. Elle perd 15 kilogrammes et sa convalescence est estimée à 1 an,. Finalement, elle retourne à l'entraînement trois mois plus tard et participe aux championnats d'Europe juniors de Novi Sad, où, le 26 juillet, elle remporte la médaille d'or grâce à un jet à 62,44 m, performance synonyme de record de Croatie sénior et de minima « A » pour les championnats du monde séniors de Berlin,. Sa performance est le meilleur résultat dans la compétition depuis 1989, et sa marge de victoire (7,33 m) est la plus grande jamais réalisée.
Aux championnats du monde de Berlin, Sandra Perković est la plus jeune discobole de la compétition, à 19 ans et 61 jours,. En qualifications, elle lance 62,16 m et se qualifie directement pour la finale. Deux jours plus tard, elle termine 9e de sa première finale mondiale, avec un meilleur jet à 60,77 m.
À la suite de sa saison 2009, elle est nommée par le magazine SPIKES parmi les « 10 athlètes à surveiller en 2010 » et reçoit par le Comité olympique croate le Dražen Petrović Award, récompense désignant le et la meilleur(e) athlète croate prometteur de l'année.

### Passage chez les séniors (2010)

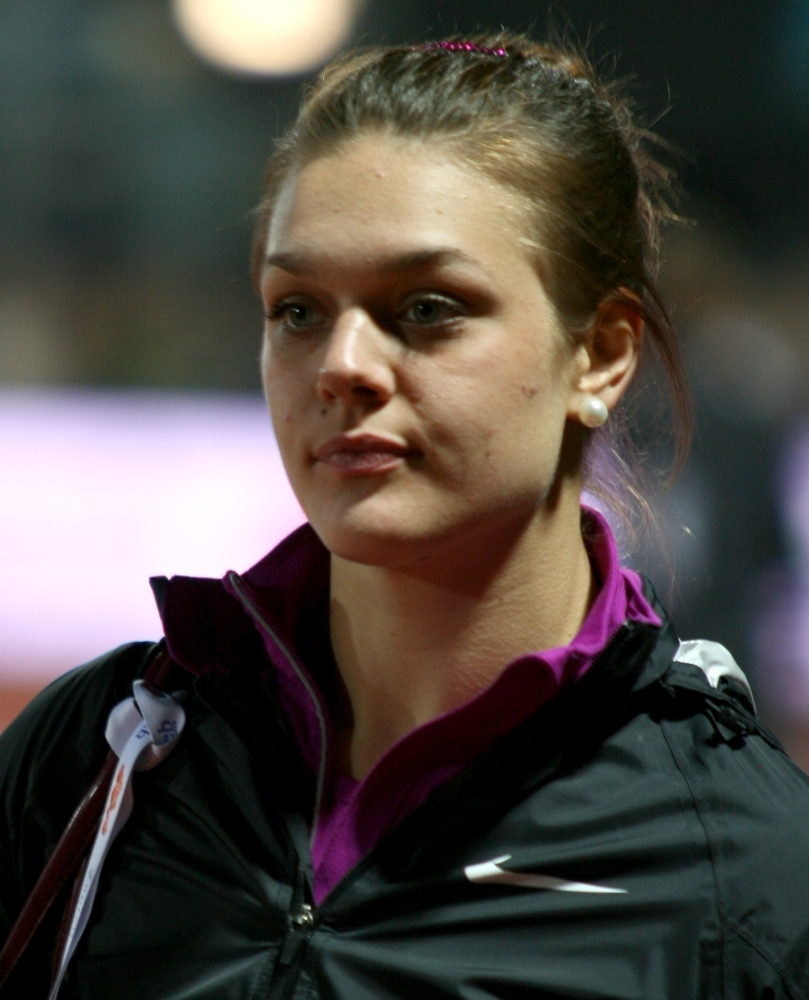
Sandra Perković au Mémorial Hanžeković de Zagreb en 2010.

Le 6 mars 2010 à Split, lors des championnats nationaux hivernaux de lancers, Perković lance son disque a 66,85 m, réalisant la meilleure performance de l'année et un nouveau record personnel et national de Croatie. Lors de la Coupe d'Europe hivernale des lancers à Arles, elle termine 1re des moins de 23 ans avec 61,93 m, lancer qui lui aurait permis de décrocher la médaille d'argent dans la catégorie seniors.Le 14 mai 2010, elle participe au tout premier meeting de l'histoire de la ligue de diamant, à l'occasion du meeting de Doha, et termine 3e avec 62,33 m, derrière la vice-championne du monde en titre Yarelys Barrios (64,90 m) et la championne du monde en titre Dani Samuels (64,67 m). Le 12 juin, à New York, la Croate remporte son premier meeting de ligue de diamant, avec un jet à 61,96 m, devant Aretha Thurmond (61,19 m) et Věra Pospíšilová-Cechlová (60,71 m).
Moins de dix jours plus tard, le 19 et 20 juin, elle réalise le doublé lancer du poids / lancer du disque aux championnats d'Europe par équipes 2010 à Belgrade, en seconde division. Elle réalise 15,57 m et 63,42 m. Le 16 juillet, elle termine 3e du Meeting Areva de Paris, étape de la ligue de diamant, avec 63,62 m.
Favorite pour une médaille, Sandra Perković frôle de peu l'élimination lors des séances de qualifications aux championnats d'Europe de Barcelone : avec un jet modeste de 57,70 m, elle ne réalise pas les 60,00 mètres requis pour obtenir une qualification automatique, mais est finalement repêchée, terminant 10e sur 12 finalistes. Le lendemain, 28 juillet 2010, alors en seconde position, elle lance à son 6e et dernier essai à 64,67 m et remporte à 20 ans et 38 jours son premier titre européen sénior,. Première croate titrée sur cette épreuve, elle devient la plus jeune championne d'Europe du lancer du disque de l'histoire, et devance sur le podium la Roumaine Nicoleta Grasu (63,48 m) et la Polonaise Joanna Wiśniewska (62,37 m).
Après les championnats d'Europe, Perković remporte la finale de la ligue de diamant 2010 à Bruxelles, lors du Mémorial Van Damme, grâce à un jet à 66,93 m, nouveau record personnel et national de Croatie. Elle termine 2e du classement général derrière la Cubaine Yarelys Barrios.
Au titre de sa saison, elle reçoit le prix « European Athletics Rising Star » chez les femmes, décerné par l'Association européenne d'athlétisme.

### Saison 2011
En février 2011, lors des championnats nationaux hivernaux de lancers à Split, Sandra Perković améliore pour la seconde année consécutive lors de cette compétition son record de Croatie, le portant cette-fois à 67,96 m. Également alignée au lancer du poids, elle améliore également le record national, avec un lancer à 16,40 m. Mais quelques jours plus tard, une blessure au dos l'oblige à déclarer forfait pour la Coupe d'Europe hivernale des lancers 2011 de Sofia, les 19 et 20 mars.
Les 15 et 26 mai 2011, la Croate s'impose aux deux premières étapes de la ligue de diamant 2011, à Shanghai et Rome, avec 65,58 m et 65,56 m. Elle devance lors de ses deux compétitions la Chinoise Li Yanfeng (2e à Shanghai avec 62,73 m) et la Cubaine Yarelys Barrios (2e à Rome aved 64,18 m).

### Suspension pour dopage
En juin 2011, son club, le Zrinjevac de Zagreb, annonce que Sandra Perkovic a été testée positive au méthylhexanamine, un psychostimulant, lors de deux contrôles antidopage aux meetings de Shanghai et Rome, étapes de la ligue de diamant 2011, où la Croate s'était d'ailleurs imposée. Le méthylhexanamine figure sur la liste des produits dopants de l'Agence mondiale antidopage depuis 2010,. La Croate affirme n'avoir pas été au courant de la présence de la substance interdite dans un « médicament pour l'augmentation de la masse musculaire » qu'elle prenait « en raison des douleurs dans le dos ». Ne demandant pas l'analyse de l'échantillon B, elle écope de 6 mois de suspension par la Fédération croate d'athlétisme, ce que validera l'IAAF,. Auteure d'un jet à 69,99 m le 4 juin à Varaždin, le plus long jet depuis 1999, celui-ci ne sera pas validé par l'IAAF, en accord avec les règles de l'IAAF qui annulent toutes les performances ayant lieu après le test positif. Lors de cette compétition, elle avait toutefois été testée négative,,. Sa suspension se terminant le 7 décembre 2011, la Croate manque donc le reste de la saison, et dont la compétition majeure, les championnats du monde de Daegu.

### Saison 2012

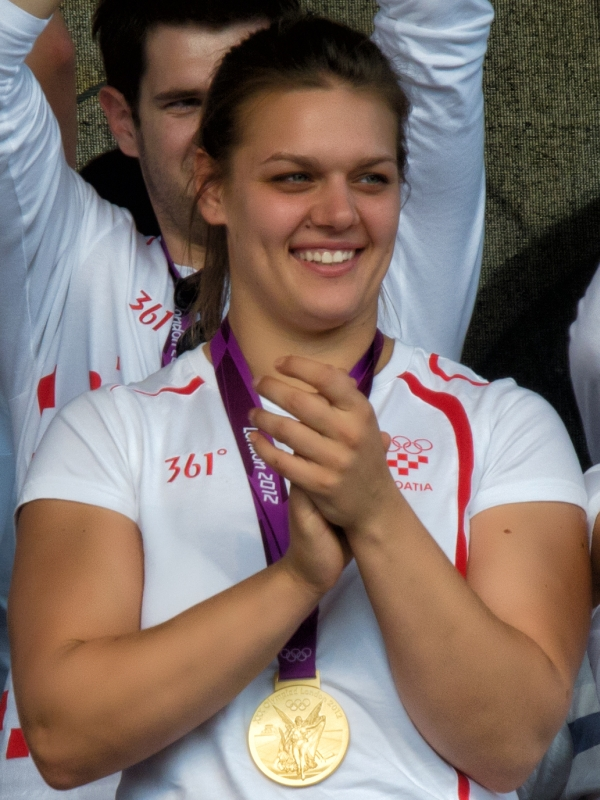
Sandra Perkovic le 7 août 2012 avec sa médaille d'or des Jeux olympiques de 2012.

Sandra Perković fait son retour de suspension le 3 mars 2012, et continue de lancer à un excellent niveau, voire meilleur qu'avant. À Split, elle lance la meilleure performance mondiale de l'année avec 66,85 m, réalisant ainsi les minima A pour les Jeux olympiques de Londres. Deux semaines plus tard, elle remporte la Coupe d'Europe hivernale des lancers 2012 chez les espoirs à Bar (Monténégro) avec 67,12 m. Puis, le 19 mai, elle améliore son record personnel de 28 centimètres pour remporter le Shanghai Golden Grand Prix, avec 68,24 m, comptant pour la Ligue de diamant 2012. Elle établit par ailleurs un nouveau record du meeting. Le 1er juin, à Eugene (Oregon), elle s'impose de nouveau en ligue de diamant et améliore le record du meeting avec 66,92 m, avant d'enregistrer la semaine suivante une nouvelle victoire consécutive, avec 64,89 m à Oslo.
Le 25 juin, elle est officiellement nommée dans l'équipe de Croatie pour les Jeux olympiques 2012 de Londres, ses premiers Jeux.
Lors des championnats d'Europe d'Helsinki, le 30 juin et le 1er juillet pour le disque féminin, Perković concourt pour remporter un second titre européen, bien qu'elle soit avec ses 68,24 m au second rang européen derrière l'Allemande Nadine Müller, auteure de 68,89 m. Qualifiée pour la finale grâce à un seul lancer mesuré à 62,11 m, dépassant largement la mesure automatique (61,00 m), la Croate connaît un début de concours troublé par deux essais mordus. À sa dernière tentative, nécessaire pour entrer dans le top 8 et continuer la compétition, elle réussit 67,62 m et prend la tête du concours. Aucune athlète n'étant en mesure de faire mieux, la native de Zagreb remporte son second titre européen consécutif à 22 ans, et devance sur le podium Nadine Müller (65,41 m) et Natalya Semenova (62,91 m),.
Cinq jours plus tard, lors du Meeting Areva de Paris, elle est battue avec 61,46 m par l'Australienne Dani Samuels, championne du monde en 2009, qui réalise 61,81 m. Mais la Croate se ressaisit rapidement et s'impose deux semaines plus tard à Monaco avec 65,29 m, devant Nadine Müller et Yarelys Barrios.
Le 3 août, Sandra Perković participe à ses premiers Jeux olympiques, à Londres, avec le tour de qualification. Dès son premier jet, elle lance 65,74 m et rejoint sa première finale olympique. Le lendemain, en finale, elle lance dès son 2e à 68,11 m puis améliore à la tentative suivante avec 69,11 m, améliorant de 87 centimètres son propre record de Croatie. Avec ce jet, elle remporte la médaille d'or et devient la première championne olympique croate du lancer du disque. Elle devance sur le podium la Russe Darya Pishchalnikova (67,56 m) et la Chinoise Li Yanfeng (67,22 m),. En décembre 2012, sa rivale russe est suspendue à la suite d'un test antidopage positif datant de mai 2012. En avril 2013, elle est disqualifiée de tous ces résultats depuis 2011 et est suspendue pendant 10 ans, redistribuant ainsi l'argent à Li Yanfeng et le bronze à la Cubaine Yarelys Barrios (66,38 m).
Après les Jeux, elle remporte le DN Galan de Stockholm avec 68,77 m, la seconde meilleure performance de sa carrière, record du meeting et record de la Ligue de diamant,. Sous la pluie, le 30 août, elle s'impose avec 63,97 m à Zurich devant Yarelys Barrios (61,73 m) et remporte son premier trophée de la Ligue de diamant, succédant à Barrios.

### Saison 2013
En début d'année 2013, elle quitte son coach Ivan Ivančić qu'elle juge « trop stricte » pour désormais s'entrainer avec Edis Elkasević, son compagnon, ancien lanceur de poids lui-même, champion du monde junior en 2004 à Grosseto et participant aux Jeux olympiques de 2004 et aux championnats du monde 2005.
Blessée à l'épaule en janvier, nécessitant un mois et demi d'arrêt, elle commence finalement la saison par la ligue de diamant 2013 avec le meeting de Doha le 10 mai et s'impose avec la meilleure performance mondiale de l'année en 68,23 m, également record du meeting,. Le 25 mai, dans des conditions météorologiques désastreuses, Perković s'impose au meeting de New-York en améliorant successivement le record du meeting (63,97 m par Stephanie Brown Trafton en 2009) à 64,00 m, 66,31 m et enfin 68,48 m, nouvelle MPMA. Elle déclare avoir hésité à continuer ses trois derniers lancers après une coupure de 45 minutes entre le premier et second jet, au risque de se blesser.
Le 29 juin, elle remporte la médaille d'or des Jeux méditerranéens de Mersin avec 66,21 m, devançant de plus de 4 mètres sa dauphine Dragana Tomašević (61,88 m) et de 11 mètres la médaillée de bronze, Hrisoúla Anagnostopoúlou (55,01 m). Le lendemain, elle arrive 3 heures avant sa compétition à Birmingham, et, malgré la fatigue, elle s'impose avec 64,43 m, devant l'Américaine Gia Lewis-Smallwood (62,46 m). Quelques jours plus tard, lors de l'Athletissima de Lausanne, elle porte le record de la Ligue de diamant à 68,96 m, à seulement 15 centimètres de son record personnel. Elle continue ainsi sa série de victoires dans un concours de haute qualité, où 7 athlètes dépassent pour la première fois 62 mètres en ligue de diamant,. Le 19 juillet, elle s'impose à Monaco avec 65,30 m,.
Aux championnats du monde de Moscou, le 10 août, la Croate passe facilement le cap des qualifications avec 63,62 m. Le lendemain, l'athlète de 23 ans ne laisse aucune chance à ses adversaires et remporte le titre mondial avec un jet à 67,99 m, devant la Française Mélina Robert-Michon (66,28 m) et la Cubaine Yarelys Barrios (64,96 m). Elle réalise ainsi le doublé titre olympique / mondial en une année et devient le premier athlète (hommes et femmes confondus) croate à remporter le titre olympique, mondial et européen.
Le 3 septembre, lors du Mémorial Hanžeković de Zagreb, elle subit sa première et seule défaite de la saison à domicile. Avec 65,63 m, elle doit laisser la victoire à l'Américaine Gia Lewis-Smallwood (66,29 m). Trois jours plus tard, elle reprend sa revanche sur l'Américaine lors de la finale de la ligue de diamant au Mémorial Van Damme de Bruxelles, s'imposant avec 67,04 m devant l'Américaine, 64,82 m. Déjà assurée de remporter le trophée si elle participait à la compétition, elle est donc pour la seconde année consécutive la lauréate. Le 8, elle s'impose à Rieti et améliore le record du meeting à 66,12 m.

### Saison 2014
Le 1er mars 2014, lors des championnats nationaux hivernaux à Split, Sandra Perković améliore deux fois son record personnel, tout d'abord avec 69,96 m, puis en dépassant pour la première fois la mythique barrière des 70 mètres, en lançant son disque à 70,51 m. Performance constituant le premier jet au-delà de 70 mètres depuis 1999 et le meilleur jet dans la discipline depuis 1992 et les 70,68 m de la Cubaine Maritza Martén, elle améliore d'1,40 mètre son précédent record personnel et de Croatie. Le 18 mai, lors de la première étape de la ligue de diamant 2014 pour le lancer du disque, à Shanghai, elle améliore ce record d'un centimètre, 70,52 m, et réalise un record du meeting et de la Ligue de diamant,.
Treize jours plus tard, lors de l'étape de Eugene aux États-Unis, elle améliore son propre record du meeting (66,92 m en 2012) avec un jet à 69,32 m, la 3e meilleure performance de sa carrière. Le 11 juin, elle s'impose à Oslo avec 67,17 m, devant Gia Lewis-Smallwood (65,77 m), et enregistre ainsi trois victoires en trois meeting de ligue de diamant. Le 5 juillet, au Meeting Areva de Paris, elle attend le dernier jet de son concours pour s'imposer, avec 68,48 m, devant la championne du monde 2009 Dani Stevens (67,40 m) et signe l'une des deux victoires croates à Paris (l'autre étant Blanka Vlašić au saut en hauteur). La semaine suivante, à Glasgow, elle subit sa première défaite de l'année, battue par Gia Lewis-Smallwood qui remporte le concours avec 67,59 m, record personnel, contre 66,30 m pour la Croate,.
Le 16 août 2014, dans le stade du Letzigrund de Zurich, Sandra Perković remporte la finale des championnats d'Europe avec un jet à 71,08 m, au 5e essai, distance synonyme de meilleure performance depuis l'année 1992, de meilleure performance mondiale de l'année, et de record de Croatie. Devançant sur le podium sa dauphine des mondiaux de 2013, la Française Mélina Robert-Michon (65,33 m), et l'Allemande Shanice Craft (64,33 m), elle enregistre la plus grande marge entre la 1re et la 2e dans l'histoire des championnats d'Europe d'athlétisme. À tout juste 24 ans, la Croate devient la première lanceuse à remporter 3 titres européens dans la discipline, qui plus est consécutifs, performance que Nina Dumbadze, Tamara Press, Faïna Melnyk et Ilke Wyludda n'ont pu réaliser que 2 fois. Sa performance la tient à tout juste 28 centimètres du record des championnats, détenu depuis 1986 par l'Est-Allemande Diana Sachse (71,36 m).
N'ayant pas complètement récupéré de son titre européen, Perković arrive à Stockholm sans grands objectifs, mais la Croae ressort de la compétition avec une nouvelle victoire grâce à une meilleure performance de 66,74 m, suffisante pour battre Dani Stevens (65,70 m) et Gia Lewis-Smallwood (65,21 m),. Le 28 août, elle remporte le Weltklasse Zurich avec 68,36 m et gagne ainsi son 3e trophée de la ligue de diamant 2014,. Ce même jour, son ancien entraîneur Ivan Ivančić décède à l'âge de 76 ans.
Le 2 septembre, elle remporte le Mémorial Hanžeković avec 65,09 m et dédie cette victoire à son coach défunt. Sélectionnée dans l'équipe d'Europe pour la seconde édition de la Coupe continentale, à Marrakech, aux côtés de Mélina Robert-Michon,, elle subit un revers en ne terminant que 3e de la compétition avec 62,09 m, derrière Gia Lewis-Smallwood (64,55 m) et Dani Stevens (64,39 m). C'est la première fois depuis le 16 juillet 2010 qu'elle ne termine pas une compétition à la première ou la seconde place.

### Saison 2015

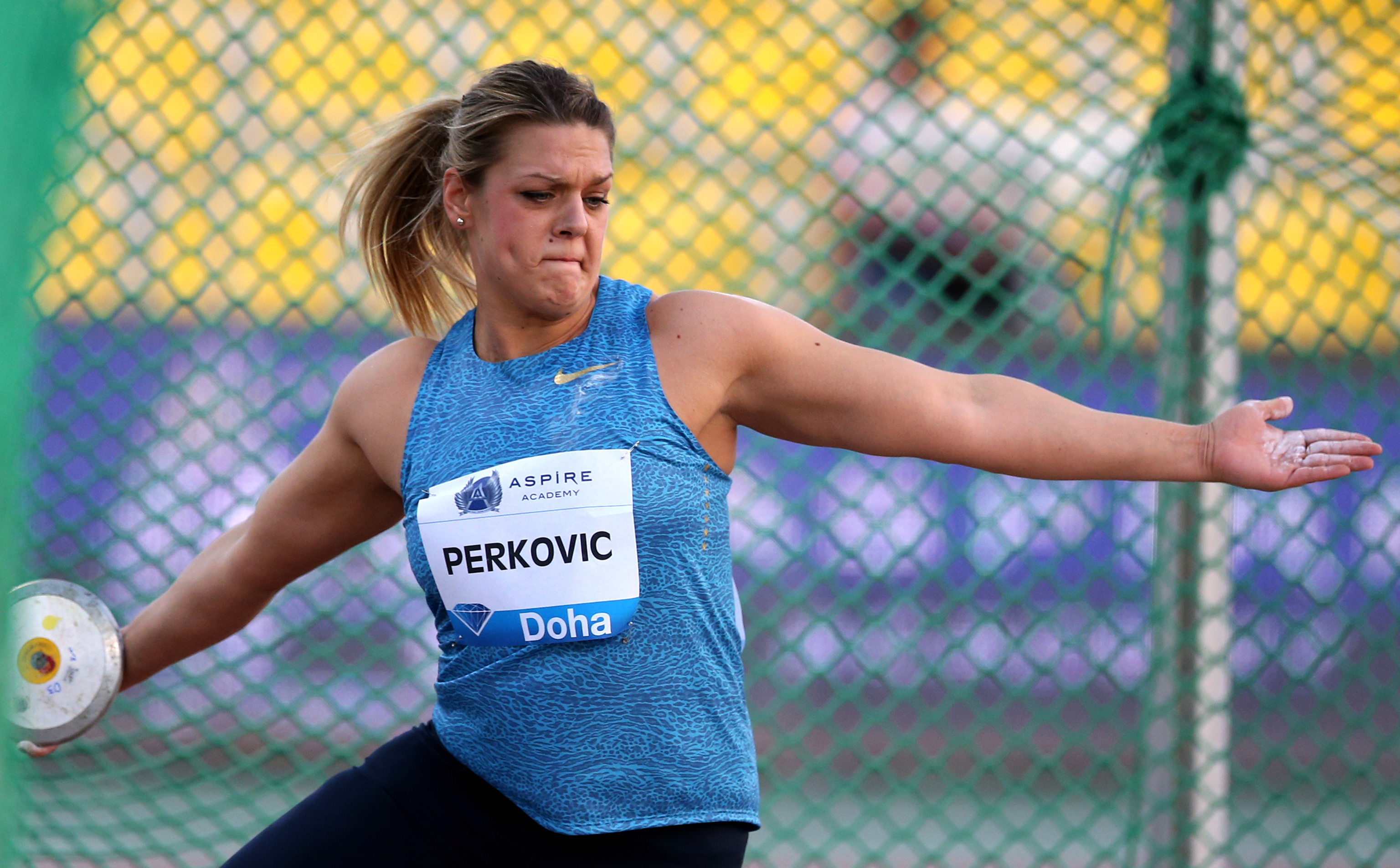
Sandra Perković lors du Meeting de Doha 2015

En début de saison 2015, Sandra Perković lance à domicile au-delà des 70 mètres pour la troisième fois de sa carrière, avec 70,08 m. Le 15 mai, elle remporte la première étape de la ligue de diamant, à Doha, avec 68,10 m. Le 4 juin, elle s'impose lors de l'étape de Rome et signe une performance de 67,92 m, lui permettant de remporter la compétition avec plus de 2,50 mètres d'avance sur sa dauphine Dani Stevens (65,47 m). Trois jours plus tard, elle continue sa domination sur le circuit mondial en s'imposant à Birmingham, autre étape de la ligue de diamant, avec 69,32 m, 4,50 mètres devant Stevens (64,89 m).
Le 13 juin, elle enchaine une nouvelle victoire à New York 68,44 m, devant Yaimé Pérez. À mi-parcours de la ligue de diamant, elle mène le circuit avec 16 points, bien devant Dani Stevens (5 pts) et Yaimé Pérez (3 pts),. Le 9 juillet, à l'Athletissima de Lausanne, elle est battue de 6 centimètres par Yaimé Pérez : la Cubaine bat par deux fois son record personnel avec 67,06 m et 67,13 m, tandis que la Croate ne peut réaliser que 67,06 m. Néanmoins, pour ce qui est son dernier concours avant les mondiaux, Perković se ressaisit et remporte le Meeting Herculis de Monaco avec 66,80 m, devant Dani Stevens (65,21 m),.
Aux championnats du monde de Pékin, Sandra Perković est la favorite pour remporter le titre, ce qui serait son second, bien qu'elle ne domine pas les bilans mondiaux, propriété de la Cubaine Denia Caballero avec 70,65 m. Le 24 août, elle réalise le second meilleur jet des qualifications avec 64,51 m et se qualifie pour la finale. Le lendemain, lors de la finale, Denia Caballero prend dès le premier essai la tête du concours avec un énorme lancer à 69,28 m. Perković, qui ne réalise que 65,37 m après cinq essais, se retrouve au pied du podium, pour neuf centimètres. À sa sixième tentative, le disque va bien plus loin que cette marque, mais pas assez pour devancer Caballero. Elle lance finalement à 67,39 m, ce qui lui permet de décrocher la médaille d'argent derrière la Cubaine, qui n'améliorera pas sa marque du concours,.
Après cet échec de second titre mondial dans la capitale chinoise, la Croate se ressaisit et remporte devant son public, le 8 septembre, le Mémorial Hanžeković avec 69,88 m. Trois jours plus tard, elle clôt sa saison par la finale de la ligue de diamant à Bruxelles et s'impose avec 67,50 m, et remporte ainsi son quatrième trophée consécutif.

### Saison 2016

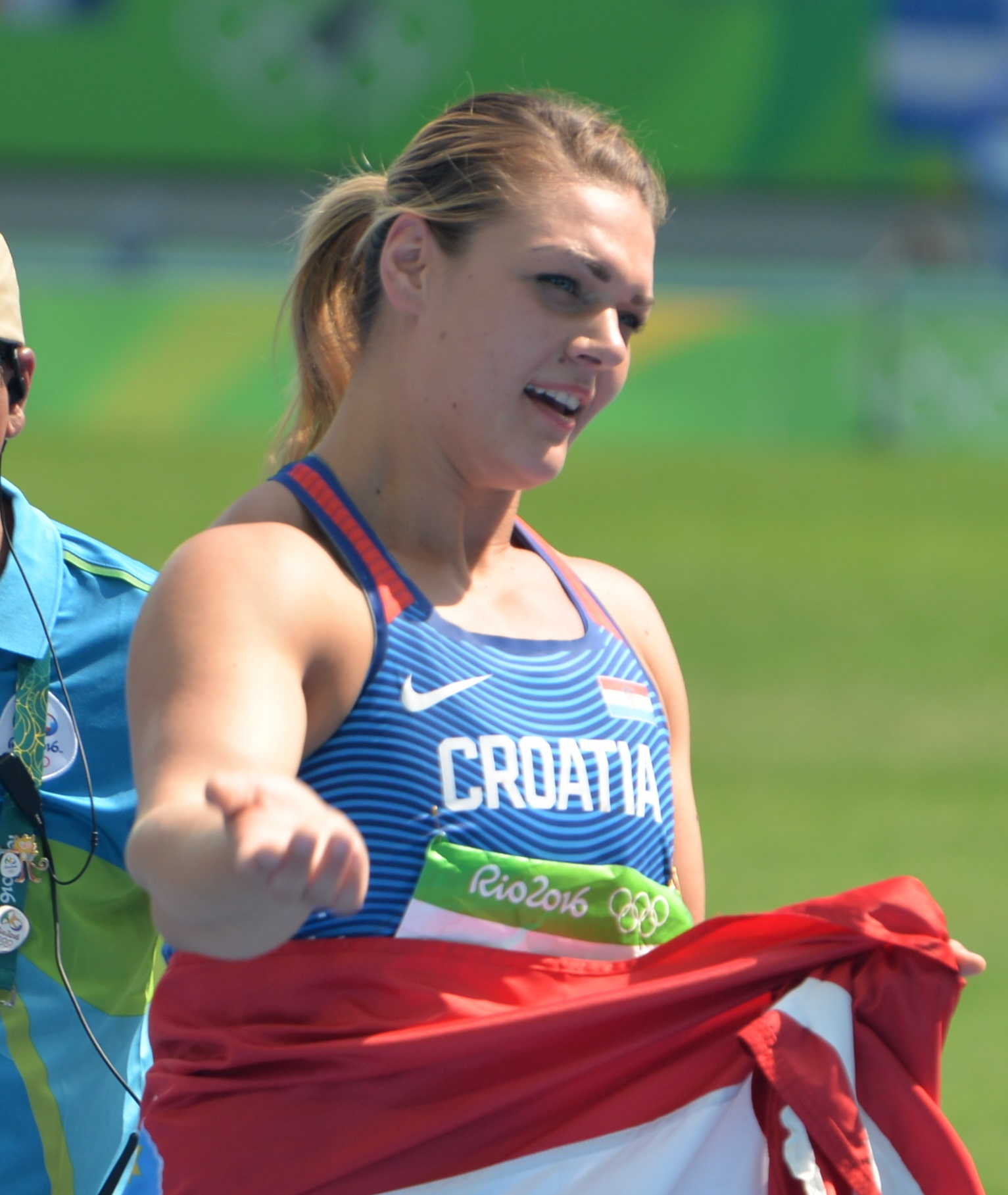
Sandra Perković lors du tour d'honneur célébrant sa médaille d'or aux Jeux olympiques de Rio de Janeiro 2016.

À l'image de son début de saison 2014, Sandra Perković remporte les championnats nationaux hivernaux des lancers de Split avec un jet à plus de 70 mètres, à 70,59 m avant de porter cette meilleure performance mondiale de l'année à 70,88 m le 14 mai lors du Shanghai Golden Grand Prix, la 2e meilleure performance de sa carrière. Après cette victoires, elle enchaîne deux autres réussites en ligue de diamant, à Eugene (Oregon) le 27 mai avec 68,57 m,, et à Oslo le 9 juin avec 67,10 m. Statistiquement, il s'agit de sa 47e victoire lors de ses 53 derniers concours disputés. La semaine suivante, elle gagne à Stockholm avec 68,32 m, devant Mélina Robert-Michon (64,96 m).
Le 8 juillet 2016, à l'occasion des championnats d'Europe d'Amsterdam, Sandra Perković continue de créer l'exploit dans sa discipline en devenant la première femme à remporter quatre titres européens, qui plus est consécutivement. Avec un jet à 69,97 m, elle domine très largement ses dauphines allemandes Julia Fischer (65,77 m) et Shanice Craft (63,89 m). À seulement 26 ans, ce que l'on considère comme l'âge marquant la moitié d'une carrière, la Croate est appelée à régner sur sa discipline. Après les championnats d'Europe, elle réalise encore une compétition avant les Jeux olympiques, avec le London Grand Prix, qu'elle remporte avec 69,94 m, record du meeting.
Aux Jeux olympiques de Rio de Janeiro, Sandra Perković fait figure de favorite : elle domine depuis 2011 la discipline, et mène les bilans mondiaux avec deux mètres d'avance sur la seconde meilleure athlète de l'année. Le 15 août, elle passe facilement le cap des qualifications avec 64,81 m, la meilleure performance de son groupe. Le lendemain, lors de la finale, Sandra Perković est dos au mur en première partie de concours : elle manque ses deux premiers essais et doit absolument valider un jet qui la positionnerait dans le top 8, afin d'avoir trois autres essais. Dans un concours mené jusque-là par la Française Mélina Robert-Michon avec 65,52 m, Perković retient ses nerfs et parvient à éjecter son disque à 69,21 m, et prendre la tête du concours. Assurée de trois essais supplémentaires, elle échoue à valider une autre marque mais aucune autre athlète n'est en mesure de reprendre la tête de la compétition. En fin de compétition, la Croate de 26 ans décroche son second titre olympique consécutif avec 69,21 m, devant Mélina Robert-Michon, 2e avec un nouveau record de France à 66,73 m, et la championne du monde en titre Denia Caballero, 3e avec 65,34 m,. Elle devient alors la première lanceuse de disque à conserver son titre olympique depuis l'Est-Allemande Evelin Jahl, vainqueure en 1976 et 1980.
Après les Jeux olympiques, elle remporte les deux derniers meetings de ligue de diamant, le Meeting de Paris le 27 août avec 67,62 m,, et le Weltklasse Zurich le 1er septembre avec 68,44 m. Elle remporte ainsi tous les meetings de l'année et glane son cinquième trophée, et devient la première athlète (hommes et femmes confondus) à avoir le maximum de points dans ce nouveau format.
Elle clôt sa saison olympique par une victoire au Mémorial Hanžeković de Zagreb face à son public avec 67,86 m, sa 13e victoire consécutive.

### Saison 2017

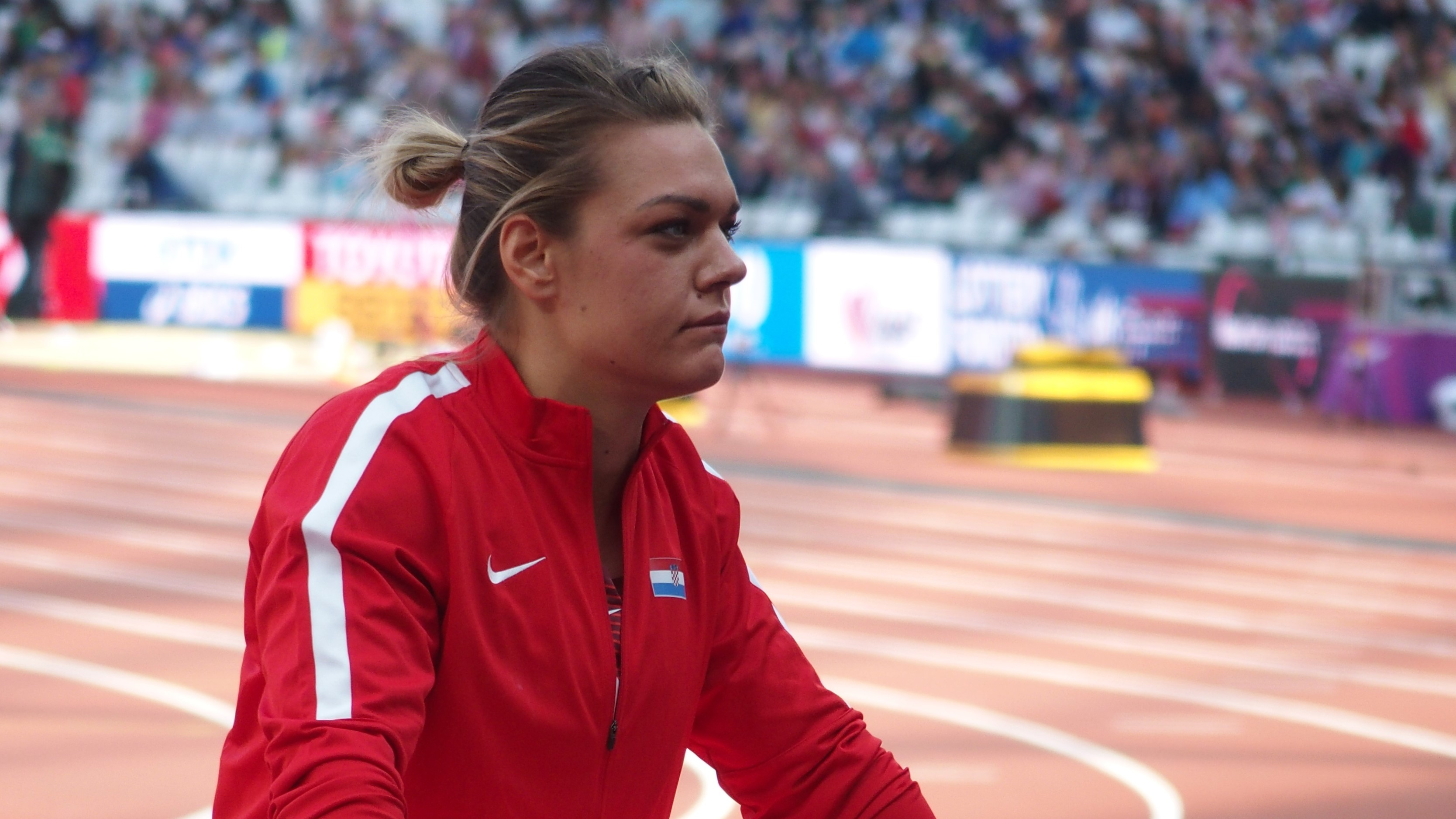
Sandra Perković lors des Championnats de Londres en 2017.

Sandra Perković commence la saison 2017 par le traditionnel championnat national hivernal des lancers, à Split et s'impose avec 70,23 m, MPMA, la 7e compétition de sa carrière au-delà des 70 mètres et son 6e meilleur jet.
Le 13 mai, elle réalise sa rentrée internationale au Shanghai Golden Grand Prix, étape de la ligue de diamant, et s'impose avec un jet à 66,94 m, dans un format de compétition différent du traditionnel : les garçons et les filles concourent ensemble. Elle signe sa 35e victoire en ligue de diamant. Le 15 juin, elle remporte l'étape d'Oslo, les Bislett Games, avec 66,79 m, sa 15e victoire consécutive. Néanmoins, trois jours plus tard, elle est battue par Yaimé Pérez à Stockholm de 17 centimètres, 67,92 m pour la Cubaine contre 67,75 m pour la Croate. Le 20, à Velenje, elle retrouve les compétitions sans homologues masculins, et s'impose avec 69,58 m, sa seconde meilleure performance de la saison.
Le 18 juillet 2017, lors du meeting de Bellinzone, Sandra Perković améliore son propre record personnel de 2014 (71,08 m) en réalisant un jet à 71,41 m, soit le plus long réalisé depuis 1992. Elle devient à cette occasion la 16e meilleure performance mondiale de l'histoire. Sa performance, considérée comme extraordinaire, est toujours à distance du vieux record du monde à 76,80 m de l'Allemande Gabriele Reinsch. Dans cette compétition, elle devient la première femme depuis 1990 à lancer au-delà des 70 mètres deux fois dans une même série.
Aux championnats du monde de Londres, compétition majeure de la Croate, Perković veut récupérer son titre mondial perdu au profit de Denia Caballero en 2015 à Pékin. Le 11 août, lors des qualifications, elle donne déjà l'avertissement à ses adversaires en lançant à 69,67 m. Deux jours plus tard, sans trembler, Sandra Perković remporte son second titre mondial avec un meilleur jet à 70,31 m, devant l'Australienne Dani Stevens (69,64 m) et la Française Mélina Robert-Michon (66,21 m). Elle réalise dans ce concours trois autres énormes performances : 70,28 m, 69,81 m et 69,30 m. Elle devient la 3e athlète de l'histoire après Martina Hellmann (1983 - 1987) et Franka Dietzsch (1997, 2005 et 2007) à remporter deux titres mondiaux au disque, même si l'Allemande a fait mieux avoir trois couronnes planétaires.
Après les mondiaux, elle remporte les deux derniers meetings de la ligue de diamant 2017, Birmingham le 20 août avec 67,51 m et Bruxelles le 1er septembre avec 68,82 m, où elle remporte son sixième trophée dans un format où seule la performance lors du meeting permet de remporter le trophée, alors qu'il s'agissait jusque 2016 d'un nombre de points. Trois jours plus tôt, elle remportait le Mémorial Hanžeković devant son public avec un jet à 70,83 m, record du meeting.

### Saison 2018
Sandra Perković commence la saison 2018 à domicile, le 3 mars, en remportant les Championnats nationaux hivernaux de lancers à Split, avec 68,44 m, meilleure performance mondiale de l'année. Deux jours plus tard, dans ce même stade pour le meeting des lancers de Split, elle porte sa MPMA à 69,13 m. Le 4 mai, elle fait sa rentrée internationale à l'occasion du premier meeting de Ligue de diamant, le meeting de Doha, et enregistre une nouvelle victoire en réalisant le second meilleur jet de sa carrière avec 71,38 m (record du meeting), à trois centimètres seulement de son record. Elle déclare alors avoir des « pleins de mètres en plus à montrer » durant la saison, laissant sous-entendre un jet à 73,00 mètres et plus.
Le 31 mai, elle s'impose au Golden Gala de Rome avec 68,93 m, puis remporte les Paavo Nurmi Games de Turku cinq jours plus tard avec 66,22 m. Tenante du titre grâce à sa victoire à Mersin en 2013, Perković concourt aux Jeux méditerranéens de Tarragone dans le but de remporter à nouveau la médaille d'or. Sans réelle concurrence, la Croate écrase le concours et s'impose avec un jet à 66,46 m, nouveau record des Jeux. Elle devance très largement ses dauphines, la Portugaise Liliana Cá (60,05 m) et la Grecque Hrisoúla Anagnostopoúlou (58,85 m).
Deux jours après son titre, elle retourne sur les meetings de ligue de diamant et décroche la victoire au Meeting de Paris avec un meilleur jet à 68,60 m, record du meeting. Deux semaines plus tard, pour ses deux dernières sorties avant l'échéance de l'année, elle s'impose à Bellinzone, lieu de son record personnel, avec 68,92 m et au meeting de Londres avec son seul jet de la compétition, 67,24 m.
Le 11 août 2018, en finale des championnats d'Europe de Berlin, Sandra Perkovic est menée pendant la première partie de la finale, n'étant que 3e avec une performance décevante de 59,97 m. Finalement, elle sort le gros jet à sa 4e tentative, 67,62 m, et remporte son cinquième titre européen consécutif dans la discipline. Elle entre dans l'histoire en devenant la première athlète à remporter cinq titres dans la même épreuve aux championnats d'Europe d'athlétisme. Sur le podium, la Croate devance les Allemandes Nadine Müller (63,00 m) et Shanice Craft (62,46 m).

### Saison 2019
Elle annonce vouloir continuer sa carrière jusqu'aux Jeux olympiques de 2028.
Elle remporte le Match Europe - États-Unis à Minsk le 9 septembre avec 67,65 m.
Elle ne remporte que la médaille de bronze des championnats du monde 2019 à Doha avec un jet à 66,72 m, derrière les Cubaines Yaimé Pérez et Denia Caballero.

### Saison 2021
Le 16 juin 2021, elle est nommée porte-drapeau de la délégation croate aux Jeux olympiques d'été de 2020 par le Comité olympique croate, conjointement avec le tireur sportif Josip Glasnović. Elle n'arrive qu'à la quatrième place de la finale.

### Saison 2022
Elle remporte la médaille d'argent des championnats du monde 2022, à Eugene, devancée par la Chinoise Feng Bin. Elle remporte un sixième titre européen à Munich lors des Championnats d'Europe d'athlétisme 2022.

## Carrière politique
Sandra Perković a été candidate aux élections législatives croates de 2015 au sein du parti « Coalition travail et solidarité » fondé la même année par Milan Bandić, en seconde partie de liste, pour le 2e district électoral. Le Parti ne remporte qu'un siège, mais à la suite de l'impossibilité de Milan Bandić de cumuler son mandat au parlament et celui de Maire de Zagreb, Perković devient membre du Parlement Croate. En revanche, elle n'est jamais venue à aucune des sessions. Son mandat prend fin le 15 juillet 2016, après l'auto-dissolution du Parlement. Elle était membre du comité de la famille, de la jeunesse et du sport.

## Notoriété et distinctions
En octobre 2010, elle est élue « Étoile montante de l'année » par la Association européenne d'athlétisme.
Le 1er octobre 2013, elle figure parmi les athlètes nommées par l'IAAF au titre de « meilleure athlète de l'année ». Néanmoins, elle ne figure pas dans la liste des finalistes, remportée plus tard par la Jamaïcaine Shelly-Ann Fraser-Pryce.
Le 3 octobre 2014, elle figure de nouveau parmi les athlètes nommées par l'IAAF au titre de « meilleure athlète de l'année ». Comme l'année précédente, elle n'est pas sélectionnée dans le dernier top 3. C'est la lanceuse de poids néozélandaise Valerie Adams qui obtient la distinction, une première pour une lanceuse.
Le 22 octobre 2018, Perković est nommée pour la troisième fois dans la liste « athlète femme de l'année ».
Ses victoires aux Jeux olympiques de 2012 et aux Championnats du monde 2013 font d'elle une des personnalités les plus connues en Croatie.

## Vie privée
Sandra Perković est catholique.
Elle vit dans le centre de Zagreb avec son compagnon et entraineur Edis Elkasević.

## Palmarès
| Année | Compétition                          | Lieu             | Résultat | Marque  |
| ----- | ------------------------------------ | ---------------- | -------- | ------- |
| 2007  | Championnats du monde cadets         | Ostrava          | 2e       | 51,25 m |
| 2007  | Fest. olympique de la jeunesse euro. | Belgrade         | 2e       | 49,70 m |
| 2007  | Championnats d'Europe juniors        | Hengelo          | 2e       | 55,42 m |
| 2008  | Championnats du monde juniors        | Bydgoszcz        | 3e       | 54,24 m |
| 2009  | Championnats d'Europe juniors        | Novi Sad         | 1re      | 62,44 m |
| 2009  | Championnats du monde                | Berlin           | 9e       | 60,77 m |
| 2010  | Championnats d'Europe par équipes    | Belgrade         | 1re      | 63,42 m |
| 2010  | Championnats d'Europe                | Barcelone        | 1re      | 64,67 m |
| 2010  | Coupe continentale                   | Split            | 2e       | 63,29 m |
| 2012  | Coupe d'Europe des lancers espoirs   | Bar              | 1re      | 67,19 m |
| 2012  | Championnats d'Europe                | Helsinki         | 1re      | 67,62 m |
| 2012  | Jeux olympiques                      | Londres          | 1re      | 69,11 m |
| 2012  | Ligue de diamant                     | Ligue de diamant | 1re      | détails |
| 2013  | Championnats d'Europe par équipes    | Kaunas           | 1re      | 65,77 m |
| 2013  | Championnats du monde                | Moscou           | 1re      | 67,99 m |
| 2013  | Jeux méditerranéens                  | Mersin           | 1re      | 66,21 m |
| 2013  | Ligue de diamant                     | Ligue de diamant | 1re      | détails |
| 2014  | Championnats d'Europe par équipes    | Riga             | 1re      | 64,05 m |
| 2014  | Championnats d'Europe                | Zurich           | 1re      | 71,08 m |
| 2014  | Ligue de diamant                     | Ligue de diamant | 1re      | détails |
| 2014  | Coupe continentale                   | Marrakech        | 3e       | 62,08 m |
| 2015  | Championnats du monde                | Pékin            | 2e       | 67,39 m |
| 2015  | Ligue de diamant                     | Ligue de diamant | 1re      | détails |
| 2016  | Championnats d'Europe                | Amsterdam        | 1re      | 69,97 m |
| 2016  | Jeux olympiques                      | Rio de Janeiro   | 1re      | 69,21 m |
| 2016  | Ligue de diamant                     | Ligue de diamant | 1re      | détails |
| 2017  | Championnats du monde                | Londres          | 1re      | 70,31 m |
| 2017  | Ligue de diamant                     | Ligue de diamant | 1re      | 68,82 m |
| 2018  | Jeux méditerranéens                  | Tarragone        | 1re      | 66,46 m |
| 2018  | Championnats d'Europe                | Berlin           | 1re      | 67,62 m |
| 2018  | Ligue de diamant                     | Ligue de diamant | 3e       | 64,31 m |
| 2018  | Coupe continentale                   | Ostrava          | 1re      | 68,44 m |
| 2019  | Championnats d'Europe par équipes    | Varazdin         | 1re      | 68,58 m |
| 2019  | Ligue de diamant                     | Ligue de diamant | 2e       | 66,00 m |
| 2019  | Championnats du monde                | Doha             | 3e       | 66,72 m |
| 2021  | Jeux olympiques                      | Tokyo            | 4e       | 65,01 m |
| 2022  | Championnats du monde                | Eugene           | 2e       | 68,45 m |
| 2022  | Championnats d'Europe                | Munich           | 1re      | 67,95 m |
| 2023  | Championnats du monde                | Budapest         | 5e       | 66,57 m |
| 2023  | Ligue de diamant                     | Ligue de diamant | 3e       | 66,85 m |
| 2024  | Championnats d'Europe                | Rome             | 1re      | 67,04 m |
| 2024  | Jeux olympiques                      | Paris            | 3e       | 67,51 m |

### Victoires en Ligue de diamant
Sandra Perković enregistre 42 victoires en Ligue de diamant, ce qui est le plus grand nombre dans l'histoire du circuit.
- 2010 : New York, Bruxelles
- 2011 : Shanghai, Rome (disqualification pour dopage)
- 2012 : Shanghai, Eugene, Oslo, Monaco, Stockholm, Zurich
- 2013 : Doha, New York, Rome, Birmingham, Lausanne, Monaco, Bruxelles
- 2014 : Shanghai, Eugene, Oslo, Paris, Stockholm, Zurich
- 2015 : Doha, Rome, Birmingham, New York, Monaco, Bruxelles
- 2016 : Shanghai, Eugene, Oslo, Stockholm, Londres, Paris, Zurich
- 2017 : Shanghai, Oslo, Birmingham, Bruxelles
- 2018 : Doha, Rome, Paris, Londres

## Records et statistiques

### Records personnels
| Épreuve          | Marque       | Lieu       | Date            |
| ---------------- | ------------ | ---------- | --------------- |
| Lancer du disque | 71,41 m (NR) | Bellinzone | 18 juillet 2017 |

### Progression
| Âge | Distance | Date             | Lieu       |
| --- | -------- | ---------------- | ---------- |
| 15  | 46,82 m  | 4 mars 2006      | Split      |
| 15  | 47,05 m  | 13 mai 2006      | Zagreb     |
| 16  | 49,15 m  | 1er juillet 2006 | Varaždin   |
| 16  | 50,11 m  | 8 juillet 2006   | Zagreb     |
| 16  | 53,95 m  | 2 juin 2007      | Rijeka     |
| 17  | 55,42 m  | 22 juillet 2007  | Hengelo    |
| 17  | 55,89 m  | 3 juin 2008      | Rijeka     |
| 18  | 56,68 m  | 19 mai 2009      | Rijeka     |
| 18  | 59,32 m  | 30 mai 2009      | Split      |
| 18  | 60,26 m  | 6 juin 2009      | Osijek     |
| 19  | 60,66 m  | 27 juin 2009     | Split      |
| 19  | 62,44 m  | 26 juillet 2009  | Novi Sad   |
| 19  | 62,79 m  | 4 septembre 2009 | Split      |
| 19  | 66,85 m  | 6 mars 2010      | Split      |
| 20  | 66,93 m  | 27 août 2010     | Bruxelles  |
| 20  | 67,96 m  | 26 février 2011  | Split      |
| 21  | 68,24 m  | 19 mai 2012      | Shanghai   |
| 22  | 69,11 m  | 4 août 2012      | Londres    |
| 23  | 70,51 m  | 1er mars 2014    | Split      |
| 23  | 70,52 m  | 18 mai 2014      | Shanghai   |
| 24  | 71,08 m  | 16 août 2014     | Zurich     |
| 27  | 71,41 m  | 18 juillet 2017  | Bellinzone |

### Meilleures performances par années
| Date | Marque  | Date             | Lieu       | Rang |
| ---- | ------- | ---------------- | ---------- | ---- |
| 2006 | 50,11 m | 8 juillet 2006   | Zagreb     | 243  |
| 2007 | 55,42 m | 22 juillet 2007  | Hengelo    | 103  |
| 2008 | 55,89 m | 3 juin 2008      | Rijeka     | 102  |
| 2009 | 62,79 m | 4 septembre 2009 | Split      | 17   |
| 2010 | 66,93 m | 27 août 2010     | Bruxelles  | 2    |
| 2011 | 67,96 m | 26 février 2011  | Split      | 2    |
| 2012 | 69,11 m | 4 août 2012      | Londres    | 1    |
| 2013 | 68,96 m | 4 juillet 2013   | Lausanne   | 1    |
| 2014 | 71,08 m | 14 août 2014     | Zurich     | 1    |
| 2015 | 70,08 m | 8 mars 2015      | Split      | 2    |
| 2016 | 70,88 m | 14 mai 2016      | Shanghai   | 1    |
| 2017 | 71,41 m | 17 mai 2017      | Bellinzone | 1    |
| 2018 | 71,38 m | 4 mai 2018       | Doha       | 1    |

| Numéro | Marque  | Compétition                                  | Lieu       | Date            |
| ------ | ------- | -------------------------------------------- | ---------- | --------------- |
| 1      | 71,41 m | Galà dei Castelli                            | Bellinzone | 18 juillet 2017 |
| 2      | 71,38 m | Doha Diamond League                          | Doha       | 4 mai 2018      |
| 3      | 71,08 m | Championnats d'Europe                        | Zurich     | 16 août 2014    |
| 4      | 70,88 m | Shanghai Golden Grand Prix                   | Shanghai   | 14 mai 2016     |
| 5      | 70,83 m | Mémorial Hanžeković                          | Zagreb     | 29 août 2017    |
| 6      | 70,59 m | Championnats nationaux hivernaux des lancers | Split      | 6 mars 2016     |
| 7      | 70,52 m | Shanghai Golden Grand Prix                   | Shanghai   | 18 mai 2014     |
| 8      | 70,51 m | Championnats nationaux hivernaux des lancers | Split      | 1er mars 2014   |
| 9      | 70,31 m | Championnats du monde                        | Londres    | 13 août 2017    |
| 10     | 70,23 m | Championnats nationaux hivernaux des lancers | Split      | 25 février 2017 |